# آن آنوقت بود… این اکنون است
آن آنوقت بود… این اکنون است (انگلیسی: That Was Then... This Is Now) فیلمی در ژانر داستان بلوغ به کارگردانی کریستوفر کین است که در سال ۱۹۸۵ منتشر شد.

## بازیگران
تعدادی از بازیگران این فیلم عبارتند از:
- کریگ شفر
- لری بی. اسکات
- مورگان فریمن
- باربارا بابکوک
- امیلیو استوس
- کیم دلنی
- رامون استوز
- جیل شولن